# Izcuchaca
Izcuchaca es una localidad peruana, capital del distrito de Izcuchaca, ubicado en la provincia de Huancavelica, en el departamento de Huancavelica. Se encuentra a una altitud de 2900 m s. n. m. Tenía una población de 620 habitantes en 1993. Está a 78 km al norte de la ciudad de Huancavelica. Cuenta con fuentes termales.

## Clima
| Parámetros climáticos promedio de Izcuchaca | Parámetros climáticos promedio de Izcuchaca | Parámetros climáticos promedio de Izcuchaca | Parámetros climáticos promedio de Izcuchaca | Parámetros climáticos promedio de Izcuchaca | Parámetros climáticos promedio de Izcuchaca | Parámetros climáticos promedio de Izcuchaca | Parámetros climáticos promedio de Izcuchaca | Parámetros climáticos promedio de Izcuchaca | Parámetros climáticos promedio de Izcuchaca | Parámetros climáticos promedio de Izcuchaca | Parámetros climáticos promedio de Izcuchaca | Parámetros climáticos promedio de Izcuchaca | Parámetros climáticos promedio de Izcuchaca |
| Mes                                         | Ene.                                        | Feb.                                        | Mar.                                        | Abr.                                        | May.                                        | Jun.                                        | Jul.                                        | Ago.                                        | Sep.                                        | Oct.                                        | Nov.                                        | Dic.                                        | Anual                                       |
| ------------------------------------------- | ------------------------------------------- | ------------------------------------------- | ------------------------------------------- | ------------------------------------------- | ------------------------------------------- | ------------------------------------------- | ------------------------------------------- | ------------------------------------------- | ------------------------------------------- | ------------------------------------------- | ------------------------------------------- | ------------------------------------------- | ------------------------------------------- |
| Temp. máx. media (°C)                       | 20.9                                        | 20.7                                        | 20.7                                        | 21.4                                        | 21.5                                        | 21.2                                        | 21                                          | 21.8                                        | 22                                          | 22.3                                        | 22.7                                        | 21.7                                        | 21.5                                        |
| Temp. media (°C)                            | 14.6                                        | 14.6                                        | 14.4                                        | 14.1                                        | 13.2                                        | 11.9                                        | 11.9                                        | 12.9                                        | 14                                          | 14.7                                        | 15                                          | 14.7                                        | 13.8                                        |
| Temp. mín. media (°C)                       | 8.4                                         | 8.5                                         | 8.1                                         | 6.9                                         | 5                                           | 2.7                                         | 2.8                                         | 4.1                                         | 6                                           | 7.2                                         | 7.3                                         | 7.7                                         | 6.2                                         |
| Fuente: climate-data.org                    |                                             |                                             |                                             |                                             |                                             |                                             |                                             |                                             |                                             |                                             |                                             |                                             |                                             |

## Lugares de interés
- Puente Colonial[9]
- Iglesia de Izcuchaca[10]